# Joachim Streich
Joachim Streich, född 13 april 1951 i Wismar (i dåvarande Östtyskland), död 16 april 2022 i Leipzig, var en tysk professionell fotbollsspelare (anfallare), spelande för Östtyskland.
Streich anses allmänt som Östtysklands bästa anfallare genom tiderna och därmed även som en av de bästa tyska anfallarna. Han har både rekordet för antalet mål och landskamper för Östtyskland.

## Meriter
- 98 landskamper/53 mål (och 4 landskamper/2 mål i Olympiska sommarspelen 1972) för Östtysklands herrlandslag i fotboll 1969-1984
- VM i fotboll: 1974
- Olympiska spelen: 1972
  - OS-brons 1972

## Klubbar
- 1. FC Magdeburg
- Hansa Rostock